# Jönköping Qom Ut
Jönköping Qom ut är en årligen återkommande festival i Jönköping som arrangeras av föreningen Qom ut sedan 2013.
Premiäråret 2013 deltog 1200 personer i paraden och har som mest samlat runt 10 000 deltagare. Under pandemiåren hölls både festivalen och paraden digitalt.
2022 ställdes prideparaden in då polisen, på grund av hög arbetsbelastning, inte beviljat tillstånd i tid.